# 일방적 행위
일방적 행위(unilateral act)란 국제법주체의 단독적 의사표시로서, 그 수신자와의 관계에서 그 의사 여하와 관계없이 일정한 법적 효과를 발생시키는 행위를 말한다. 일방적 행위를 정의함에 있어서 무엇보다도 독자성이 강조된다. 이러한 독자성은 우선 그 행위의 수신자의 의사로부터의 독립성에서 찾을 수 있다.